# Ocinebrellus
Ocinebrellus (лат.) — род хищных морских переднежаберных моллюсков семейства иглянки. Известны в ископаемом виде. Типовой вид Murex eurypteron Reeve, 1845, ныне Ocinebrellus falcatus (G. B. Sowerby II, 1834).
Это эндемичная группа иглянок, обитающая в мелководных теплых и прохладных морях на северо-востоке Азии (Тихий океан). Она включает четыре современных вида. В их развитии нет планктонной стадии. Среди них Ocinebrellus inornatus — хорошо изученный сверлящий хищник, нападающий на двустворчатых моллюсков, и единственный вид в роде, которого завезли в другие части света — на атлантическое побережье Европы и западное побережье Северной Америки.

## Классификация
По данным World Register of Marine Species, на январь 2025 года род включает 4 вида:
- Ocinebrellus acanthophorus (A. Adams, 1863)
- Ocinebrellus falcatus (G. B. Sowerby II, 1834)
- Ocinebrellus inornatus (Récluz, 1851)
- Ocinebrellus lumarius (Yokoyama, 1926)